# Thomas Pröckl
Thomas Pröckl (* 9. Mai 1957 in Bad Homburg vor der Höhe) ist ein deutscher Fußballfunktionär aus Bensheim. Von 2001 bis 2012 war er Finanzvorstand bei Eintracht Frankfurt. Zwischen 2013 und 2014 saß er im Aufsichtsrat des SV Waldhof Mannheim. Von 2015 bis 2020 war Pröckl kaufmännischer Geschäftsführer des SV Wehen Wiesbaden. Darüber hinaus war Pröckl Mitglied des Lizenzierungsausschusses der DFL sowie Mitglied des DFB-Vorstandes und sitzt gegenwärtig im Vergütungsausschuss des DFB.

## Leben
Pröckl wuchs im Frankfurter Stadtteil Nieder-Eschbach auf. Nach dem Abitur studierte er Wirtschaftsingenieurwesen an der TU Darmstadt mit dem Abschluss Diplomwirtschaftsingenieur. Er promovierte anschließend an der Universität Mannheim.
Seine berufliche Laufbahn startete Pröckl bei ABB in Zürich und war hiernach bei Carl Freudenberg in Weinheim, Mann & Hummel in Ludwigsburg und Heidelberger Druckmaschinen in Heidelberg tätig.
Im November 2000 wurde Pröckl vom Aufsichtsrat der neu gegründeten Eintracht Frankfurt Fußball AG in den Vorstand berufen und war dort als stellvertretender Vorstandsvorsitzender für den Bereich Finanzen zuständig. Ein Jahr später verhinderte er mit Unterstützung der Frankfurter Wirtschaft die Insolvenz und den drohenden Lizenzentzug mit dem damit verbundenen Zwangsabstieg aus der 2. Fußball-Bundesliga. Während seiner Zeit bei der Eintracht war er Mitglied des Arbeitskreises Finanzen der Deutschen Fußball Liga (DFL). Bei Eintracht Frankfurt arbeitete er im Vorstand unter anderem mit Steven Jedlicki, Tony Woodcock, Volker Sparmann und Heribert Bruchhagen zusammen, ehe er den Verein nach der Saison 2011/12 verließ. Während seiner Amtszeit stieg die Eintracht dreimal aus der 1. Bundesliga in die 2. Bundesliga ab und ebenso oft wieder auf. Weiterhin erreichte der Verein in dieser Zeit im Jahr 2006 das DFB-Pokalfinale und spielte in der Saison 2006/07 im UEFA Cup.
Von Eintracht Frankfurt wechselte Pröckl zum IT-Dienstleister Drooms, wo er ebenfalls als Finanzvorstand tätig war. Während dieser Zeit war Pröckl ehrenamtliches Mitglied im Aufsichtsrat des SV Waldhof Mannheim, der zu dieser Zeit in der Regionalliga Südwest spielte.
Von Mai 2015 bis Dezember 2020 war Pröckl kaufmännischer Geschäftsführer beim SV Wehen Wiesbaden. Mit ihm stieg der Verein in der Saison 2018/19 aus der 3. Liga in die 2. Bundesliga auf und im Jahr darauf wieder ab.
Zu Beginn der Saison 2019/20 wurde Pröckl in den Lizenzierungsausschuss der DFL gewählt. Weiterhin war er von 2019 bis 2022 vom DFB-Bundestag gewähltes Mitglied des DFB-Vorstands. Seit dem DFB-Bundestag vom 11. März 2022 ist er Mitglied des Vergütungssausschusses des DFB.

## Privates
Pröckl lebt seit 1999 im südhessischen Bensheim. Er ist verheiratet und Vater von zwei Kindern. Seine Tochter Johanna ist mit Sebastian Rode, dem Kapitän von Eintracht Frankfurt, verheiratet. Sein Sohn Florian ist Rechtsanwalt.